# I giustizieri del Kansas
I giustizieri del Kansas (Masterson of Kansas) è un film del 1954 diretto da William Castle.
È un film western statunitense con George Montgomery (che interpreta Bat Masterson, sceriffo di Dodge City dal 1877 al 1880) Nancy Gates e, nel ruolo di Doc Holliday, James Griffith.

## Produzione
Il film, diretto da William Castle su una sceneggiatura e un soggetto di Douglas Heyes, fu prodotto da Sam Katzman per la Columbia Pictures Corporation e girato nel Bronson Canyon, nel ranch di Corriganville a Simi Valley, nell'Iverson Ranch a Chatsworth e nel Jack Ingram Ranch a Woodland Hills, in California, dal marzo all'aprile del 1954. Il titolo di lavorazione fu  Bat Masterson, Bad Man.

## Distribuzione
Il film fu distribuito con il titolo Masterson of Kansas negli Stati Uniti nel dicembre 1954 al cinema dalla Columbia Pictures.
Altre distribuzioni:
- in Svezia il 18 aprile 1955 (Dödsfiender)
- in Belgio il 20 luglio 1956 (De schrik van de wetlozen e La terreur des sans-loi)
- in Germania Ovest il 24 maggio 1957
- in Austria nell'agosto del 1957 (Gangster, Spieler und ein Sheriff)
- in Italia (I giustizieri del Kansas)
- in Brasile (Ases do Gatilho)
- in Spagna (Masterson de Kansas)
- in Francia (La terreur des sans-loi)
- in Grecia (O synenohos ton Indianon)
- in Italia (I giustizieri del Kansas)
- in Germania Ovest (Gangster, Spieler und ein Sheriff)

## Critica
Secondo il Morandini il film è "".

## Promozione
Le tagline sono:
- Toughest of All Lawmen!
- GUN-SLINGING LAWMAN!
- Nobody Draws Faster Than [Masterson of Kansas]